# 漳浦郡
漳浦郡，中国唐朝时设置的郡。
天宝元年（742年）改漳州置，治所在漳浦县（今属福建省）。辖境相当今福建省九龙江流域及其以南地区。下辖漳浦县、龙溪县。乾元元年（758年）复改漳州。 
唐朝漳浦郡太守
- 殳伯梁（天宝年间）
- 梁令直（755年）
- 陈酆（天宝末年—779年）